# طواف بروفانس 2016
طواف بروفانس 2016 (بالفرنسية: Tour La Provence 2016 )‏ هو سباق دراجات هوائية، وهو الموسم رقم 1 من نفس السباق، وأقيم خلال الفترة 23 فبراير 2016، وحتى 25 فبراير 2016، وامتدّ لمسافة 527 كيلومتر، وهو أحد سباقات طواف أوروبا للدراجات 2016.

## الفرق
| فرق عالمية (6)- AG2R La Mondiale - بي إم سي راسينغ - Cannondale - Etixx-Quick Step - FDJ - Katusha فرق قارية محترفة (6)- أندروني جوكاتولي-سيدرمك 2016 ‏ - Cofidis, Solutions Crédits - ديلكو ‏ - Direct Énergie - Fortuneo-Vital Concept - Wanty-Groupe Gobert فرق قارية (5)- أرمي دي تير 2016 ‏ - إتش بي بي تي بي – أوبير 93 ‏ - Van Rysel–Roubaix ‏ - فيرانداس ويلمز 2016 ‏ - بنجوال باوليز ساوكس دبليو بي ‏ فريق وطني- فريق فرنسا لركوب الدراجات للرجال تحت 23 سنة 2016 ‏ |  |
| |  |

## المراحل
| المرحلة   | التاريخ   | الدورة              | type         | المسافة (كم) | الفائز بالمرحلة  | القائد العام |
| --------- | --------- | ------------------- | ------------ | ------------ | ---------------- | ------------ |
| المرحلة 1 | 23 فبراير | أوبان – كاسي        | مرحلة التلال | 169          | توماس فوكلر      | توماس فوكلر  |
| المرحلة 2 | 24 فبراير | ميراماس – ايستر     | مرحلة التلال | 185          | دافيدي مارتينيلي | توماس فوكلر  |
| المرحلة 3 | 25 فبراير | لا سيوتا – مارسيليا | مرحلة التلال | 173          | فرناندو جافيريا  | توماس فوكلر  |

## النتيجة

### مرحلة 1
أجريت في 23 فبراير 2016، وامتدّت لمسافة 169 كيلومتر.
| \| التصنيف العام \| التصنيف العام \| التصنيف العام \| التصنيف العام \| التصنيف العام \| \| العداء \| العداء \| الفريق \| الوقت \| \| \| ------------- \| ------------- \| -------------- \| ------------- \| ------------- \| \| 1 \| توماس فوكلر \| Direct Énergie \| \| \| |             |                |       |  |
| |             |                |       |  |
| مصدر: ProCyclingStats |             |                |       |  |
| التصنيف العام |             |                |       |  |
| العداء | العداء      | الفريق         | الوقت |  |
| 1 | توماس فوكلر | Direct Énergie |       |  |

### مرحلة 2
أجريت في 24 فبراير 2016، وامتدّت لمسافة 185 كيلومتر.
| \| التصنيف العام \| التصنيف العام \| التصنيف العام \| التصنيف العام \| التصنيف العام \| \| العداء \| العداء \| الفريق \| الوقت \| \| \| ------------- \| ------------- \| -------------- \| ------------- \| ------------- \| \| 1 \| توماس فوكلر \| Direct Énergie \| \| \| |             |                |       |  |
| |             |                |       |  |
| مصدر: ProCyclingStats |             |                |       |  |
| التصنيف العام |             |                |       |  |
| العداء | العداء      | الفريق         | الوقت |  |
| 1 | توماس فوكلر | Direct Énergie |       |  |

### مرحلة 3
أجريت في 25 فبراير 2016، وامتدّت لمسافة 173 كيلومتر.
| \| التصنيف العام \| التصنيف العام \| التصنيف العام \| التصنيف العام \| التصنيف العام \| \| العداء \| العداء \| الفريق \| الوقت \| \| \| ------------- \| ------------- \| ------------- \| ------------- \| ------------- \| |        |        |       |  |
| |        |        |       |  |
| مصدر: ProCyclingStats |        |        |       |  |
| التصنيف العام |        |        |       |  |
| العداء | العداء | الفريق | الوقت |  |

## التصنيف العام النهائي
| \| التصنيف العام \| التصنيف العام \| التصنيف العام \| التصنيف العام \| التصنيف العام \| \| العداء \| العداء \| الفريق \| الوقت \| \| \| ------------- \| ----------------------- \| ---------------- \| ------------- \| ------------- \| \| 1 \| توماس فوكلر \| Direct Énergie \| \| \| \| 2 \| Petr Vakoč [الإنجليزية]‏ \| Etixx-Quick Step \| \| \| \| 3 \| ليليان كالجمان \| Direct Énergie \| \| \| |                |                  |       |  |
| |                |                  |       |  |
| مصادر: ProCyclingStats Cycling Quotient Cycling Archives |                |                  |       |  |
| التصنيف العام |                |                  |       |  |
| العداء | العداء         | الفريق           | الوقت |  |
| 1 | توماس فوكلر    | Direct Énergie   |       |  |
| 2 | Petr Vakoč ‏    | Etixx-Quick Step |       |  |
| 3 | ليليان كالجمان | Direct Énergie   |       |  |

## وصلات خارجية
- طواف بروفانس 2016 على موقع إحصائيات الدراجات الإحترافية (الإنجليزية)